# Nefrytowy tron
Nefrytowy tron (tytuł oryg. Throne of Jade) – powieść fantasy amerykańskiej pisarki Naomi Novik, druga część z cyklu Temeraire.
Akcja powieści toczy się w alternatywnym świecie, gdzie w czasie wojen napoleońskich oprócz środków konwencjonalnych stosowanych w tamtych czasach w wojnach, wykorzystuje się także smoki. Opowiada historię Temeraire’a, smoka niebiańskiego z Chin, oraz jego kapitana i przyjaciela Williama Laurence’a, byłego członka floty królewskiej. Książka zawiera elementy historyczne oraz elementy fantastyczne.

## Fabuła
Do Anglii przybywa delegacja dworu cesarskiego z Chin, na czele której stoi sam brat cesarza, książę Yongxing, który zamierza odebrać Temaraire'a Anglikom. Wobec braku sprzeciwu władz brytyjskich Laurence, stawiając na szali własną karierę, zdecydowanie się temu przeciwstawia. Aby nie zostać skazany za niesubordynację, zgadza się towarzyszyć swemu smokowi w podróży do Chin. Podczas kilkumiesięcznej morskiej podróży załoga transportowca przeżywa wiele przygód, Laurence ma zaś okazję dobrze poznać delegację chińską. Obok wrażeń pozytywnych doświadcza także nieżyczliwości, zwłaszcza ze strony chińskiego księcia, przeżywa także zamachy na swoje życie. Po przybyciu na miejsce Europejczycy przekonują się jak inna jest w Chinach kultura współżycia ze smokami. Są one tu traktowane prawie jak ludzie, obdarzane szacunkiem, mają dużo więcej praw, dostają nawet wynagrodzenie za pracę. Temeraire, traktowany z wyjątkowymi honorami, jest tu obiektem zabiegów mających na celu odciągnięcie go od Laurence’a. Awiator uchodzi z życiem z kolejnych zamachów. Ostatecznie okazuje, że za wszystkim stoi książę Yongxing, który, przy pomocy swej białej smoczycy Lien, zamierzał obalić cesarza, wykorzystując m.in. Temeraire’a. Laurence udaremnia spisek, a Yongxing ginie w czasie walki Temeraire’a z Lien. Cesarz, w uznaniu zasług Laurence’a, formalnie adoptuje go, przyznając mu tym samym prawo do opiekowania się niebiańskim smokiem, a delegacja angielska uzyskuje pożądaną koncesję handlową.
Jak podano na końcu książki, Peter Jackson planuje ekranizację książek z cyklu Temeraire.